# Силы женщин Эзидхана

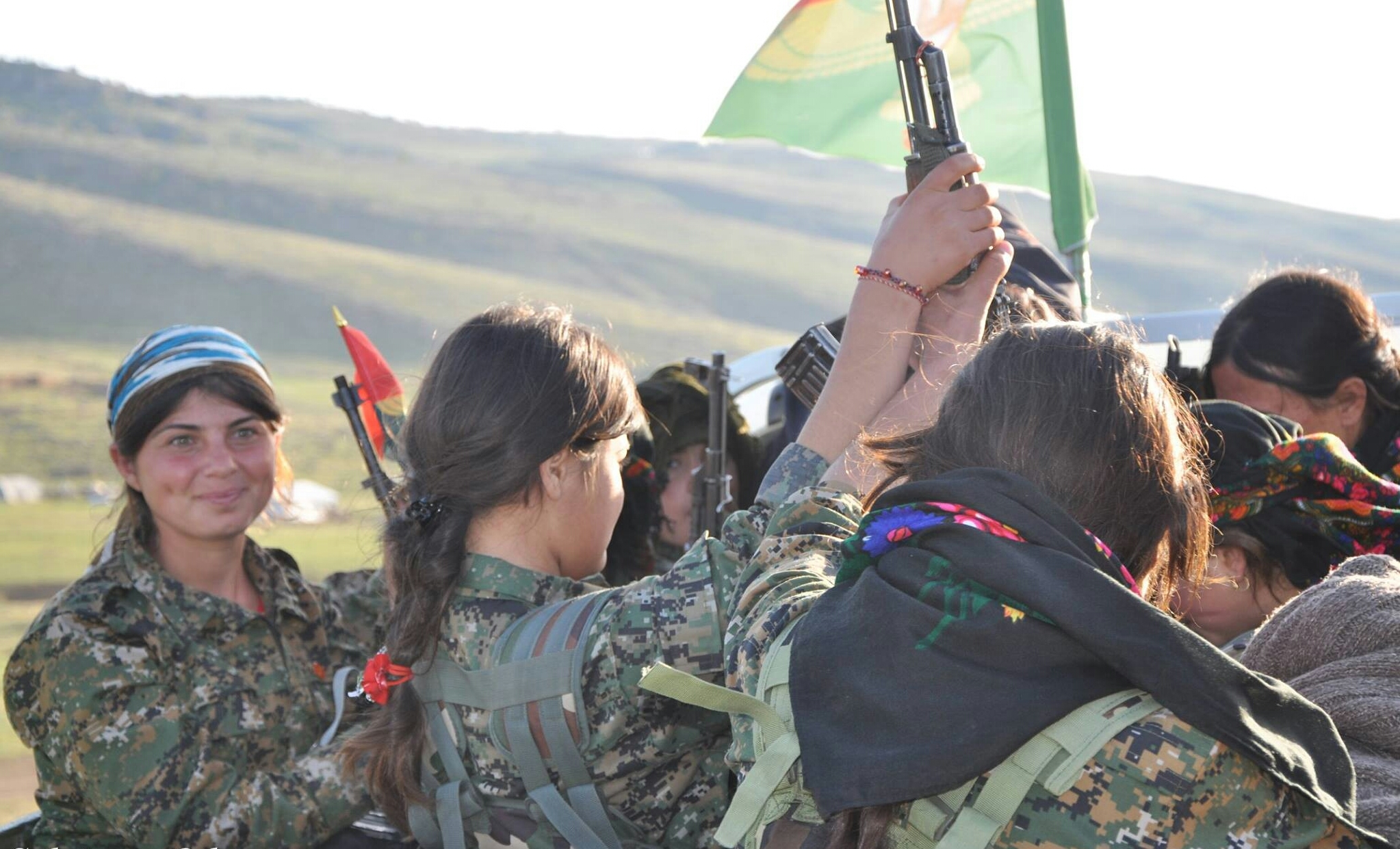
Сентябрь 2015 года под Синджаром

Силы женщин Эзидхана (курд. Yekîneyên Jinên Êzidxan — YJÊ) — езидское женское народное ополчение, сформированное в Ираке в 2015 году для защиты езидской общины от Исламского государства и других исламистских сил, рассматривающих езидов (конфесии курдов) как неверных язычников. YJÊ — ответвление двуполого езидского ополчения YBŞ (Отряды самообороны Синджара). YJÊ было основано 5 января 2015 года как Yekîneyên Parastina Jin ê Şengalê (YPJ Şengal). Современное название с 26 октября 2015 года. YJÊ основано на курдских идеях феминизма и демократического конфедерализма, а также на идее создания автономного Эзидхана в рамках Южного Курдистана.
В октябре 2015 года YJÊ вместе с YBŞ и HPŞ создали зонтичный «Альянс Синджара», объединяющий езидские народные ополчения. «Альянс Синджара» принимал активное участие в освобождении Синджара от «Исламского государства» в ноябре 2015 года.